# Stenocorixa
Stenocorixa is een geslacht van wantsen uit de familie van de Corixidae (Duikerwantsen). Het geslacht werd voor het eerst wetenschappelijk beschreven door Horváth in 1926.

## Soorten
Het genus is monotypisch en bevat alleen de volgende soort:

- Stenocorixa protrusa Horváth, 1926